# Mangalotore
Mangalotore – miasto w Sudanie Południowym w stanie Yei River. Liczy 10 187 mieszkańców.